# Frédéric Maurin

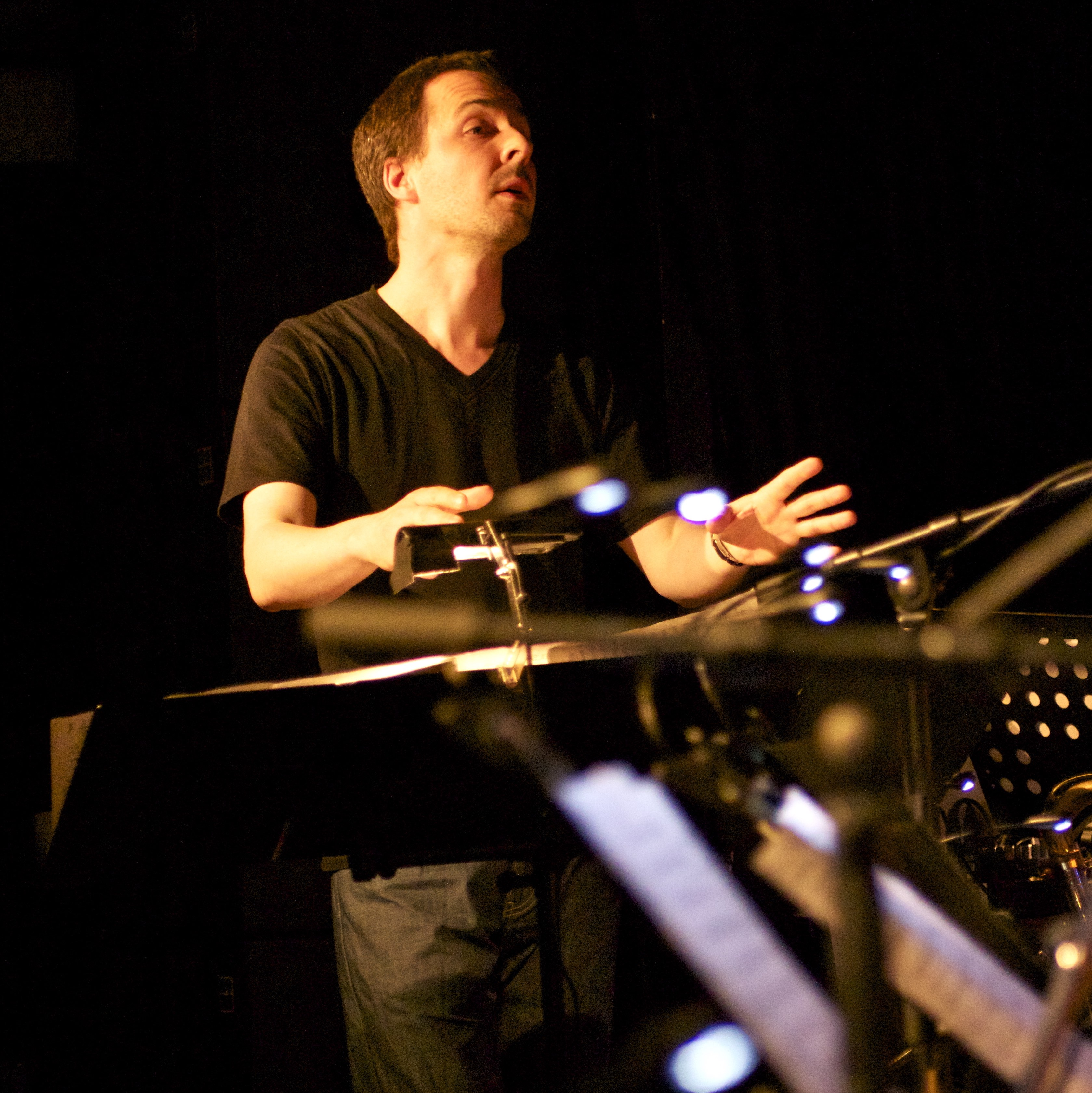
Frédéric Maurin

Frédéric Maurin (* 29. März 1976 in Harfleur) ist ein französischer Fusionmusiker (Gitarre, Minimoog, Komposition) und Bigband-Leader.

## Leben und Wirken
Frédéric Maurin begann im Alter von sieben Jahren am Conservatoire de Notre-Dame de Gravenchon mit einer Musikausbildung. Gitarre lernte er zunächst autodidaktisch unter dem Einfluss von Jimi Hendrix, Pink Floyd, King Crimson und Frank Zappa.
Nach einem Ingenieurstudium sowie der Abschlussprüfung in Physik arbeitete er zunächst als Lehrer. So unterrichtete er mehrere Jahre lang Biologie an französischen Schule in Bolivien und dann in Frankreich. Anschließend begann er eine Berufsausbildung als Musiker.
Seit 2005 komponiert und dirigiert Maurin das Repertoire von Ping Machine, einem 15-köpfigen Musikensemble, das als eine Referenz für die neue Jazzszene in Europa gilt. Mit diesem Ensemble hat er eine einzigartige Musik entwickelt, die Jazz und Neue Musik fusioniert. Als Komponist ist er von György Ligeti und Steve Coleman, aber auch von Charles Mingus, Meshuggah und Gérard Grisey beeinflusst.
Maurin ist weiterhin Mitglied des Trio RCM, in dem er sich mit Yves Rechsteiner und Henri-Charles Caget der Musik von Frank Zappa widmet. Mit Christelle Séry und Pierre Durand bildete er das Trio Flamenco Punk. Weiterhin ist er als Gitarrist in einer Reihe von Projekten wie Amalgamme als Sideman aufgetreten. Zwischen 2011 und 2017 war er Präsident der französischen Föderation Grands Formats, die Künstler vertritt, die Musik in großen Ensembles spielen. 2018 wurde er mit der Leitung des Orchestre National de Jazz beauftragt. Verantwortlich war er für die ONJ-Produktionen Rituels und Dancing in Your Head(s).

## Preise und Auszeichnungen
Mit Ping Machine gewann Maurin 2006 den Kompositionspreis des La Défense Jazz Festival; er hat mit der Gruppe danach weitere Preise und Auszeichnungen erhalten wie den Choc de l'année 2013 und 2016 des Jazz Magazine, eine Nominierung für die Victoires du Jazz 2014 oder einen Kompositionsauftrag des Ministère de la Culture.

## Diskographische Hinweise
mit Ping Machine
- Random Issues (2009)
- Des Trucs pareils (2011)
- Encore(2013)
- Easy Listening (2016)
- Ubik (2016)